# Sascha Mockenhaupt
Sascha Mockenhaupt (Kirchen, 10 settembre 1991) è un calciatore tedesco, difensore del Wehen Wiesbaden.

## Carriera

### Kaiserslautern
Mockenhaupt ha cominciato la carriera professionistica con la maglia del Kaiserslautern. Ha debuttato nella squadra riserve in Regionalliga in data 17 agosto 2012, schierato titolare nella vittoria per 1-2 sul campo dell'Idar-Oberstein. Il 26 agosto ha segnato la prima rete, nel pareggio per 1-1 sul campo del Waldhof Mannheim. Ha giocato con regolarità per il Kaiserslautern II per un biennio, totalizzando 41 presenze e 3 reti.
Nel frattempo, ha avuto modo di esordire anche in prima squadra: il 20 aprile 2014 ha infatti sostituito Kevin Stöger nella vittoria per 3-2 sullo FSV Francoforte. È stata l'unica presenza stagionale del giocatore.

#### Aalen
Il 21 maggio 2014, l'Aalen ha annunciato sul proprio sito internet d'aver ingaggiato Mockenhaupt in vista della stagione successiva, con il calciatore che si è legato al nuovo club con un contratto biennale. Ha esordito il 2 agosto, sostituendo Leandro Grech nel pareggio a reti inviolate sul campo dello RB Lipsia. Ha disputato 25 partite di campionato in quella stagione, attraverso cui non è riuscito ad evitare l'ultimo posto finale dell'Aalen e la sua conseguente retrocessione.

#### Il ritorno al Kaiserslautern
Il 18 giugno 2015, il Kaiserslautern ha reso noto d'aver nuovamente ingaggiato Mockenhaupt, che ha fatto così ritorno in squadra dopo una stagione: il difensore ha siglato un accordo biennale. È tornato a vestire questa maglia il 24 luglio, nella vittoria per 1-3 in casa del Duisburg. Il 29 aprile 2016, in occasione della vittoria per 1-4 in casa dello FSV Francoforte, ha trovato la prima rete per il Kaiserslautern. Ha chiuso la stagione con 19 presenze e una rete tra campionato e coppa, mentre la sua squadra ha terminato l'annata al 10º posto.

#### Bodø/Glimt
Il 17 agosto 2016, ultimo giorno della finestra di trasferimento estiva norvegese, Mockenhaupt  è stato presentato come nuovo calciatore del Bodø/Glimt, compagine militante in Eliteserien che lo ha ingaggiato con la formula del prestito fino al termine della stagione, con opzione per l'acquisto a titolo definitivo. Ha esordito in squadra il 19 agosto, nel pareggio esterno per 1-1 contro il Vålerenga. Il 30 settembre successivo ha trovato la prima rete nella massima divisione locale, nella vittoria casalinga per 4-2 sullo Strømsgodset. Al termine della 30ª ed ultima giornata di campionato, in virtù della sconfitta per 2-1 sul campo del Rosenborg e della contemporanea vittoria per 3-0 dello Stabæk sullo Start, il Bodø/Glimt è scivolato al 15º posto, retrocedendo così in 1. divisjon.

#### Wehen Wiesbaden
Il 4 gennaio 2017, Mockenhaupt ha fatto ritorno in Germania per giocare nelle file del Wehen Wiesbaden, in 3. Liga: il giocatore ha firmato un contratto valido per il successivo anno e mezzo e ha scelto la maglia numero 4.

## Statistiche

### Presenze e reti nei club
Statistiche aggiornate al 4 gennaio 2017.
| Stagione                 | Club                     | Campionato               | Campionato | Campionato | Coppe nazionali | Coppe nazionali | Coppe nazionali | Coppe continentali | Coppe continentali | Coppe continentali | Supercoppe | Supercoppe | Supercoppe | Totale | Totale |
| Stagione                 | Club                     | Comp                     | Pres       | Reti       | Comp            | Pres            | Reti            | Comp               | Pres               | Reti               | Comp       | Pres       | Reti       | Pres   | Reti   |
| ------------------------ | ------------------------ | ------------------------ | ---------- | ---------- | --------------- | --------------- | --------------- | ------------------ | ------------------ | ------------------ | ---------- | ---------- | ---------- | ------ | ------ |
| 2012-2013                | Kaiserslautern II        | RL                       | 23         | 1          | -               | -               | -               | -                  | -                  | -                  | -          | -          | -          | 23     | 1      |
| 2013-2014                | Kaiserslautern II        | RL                       | 18         | 2          | -               | -               | -               | -                  | -                  | -                  | -          | -          | -          | 18     | 2      |
| 2013-2014                | Kaiserslautern           | 2L                       | 1          | 0          | CG              | 0               | 0               | -                  | -                  | -                  | -          | -          | -          | 1      | 0      |
| 2014-2015                | Aalen                    | 2L                       | 25         | 0          | CG              | 2               | 0               | -                  | -                  | -                  | -          | -          | -          | 27     | 0      |
| 2015-2016                | Kaiserslautern           | 2L                       | 18         | 1          | CG              | 1               | 0               | -                  | -                  | -                  | -          | -          | -          | 19     | 1      |
| Totale Kaiserslautern    | Totale Kaiserslautern    | Totale Kaiserslautern    | 19         | 1          |                 | 1               | 0               |                    | -                  | -                  |            | -          | -          | 20     | 1      |
| 2015-2016                | Kaiserslautern II        | RL                       | 2          | 0          | -               | -               | -               | -                  | -                  | -                  | -          | -          | -          | 2      | 0      |
| Totale Kaiserslautern II | Totale Kaiserslautern II | Totale Kaiserslautern II | 43         | 3          |                 | -               | -               |                    | -                  | -                  |            | -          | -          | 43     | 3      |
| ago.-dic. 2016           | Bodø/Glimt               | ES                       | 10         | 1          | CN              | 2               | 0               | -                  | -                  | -                  | -          | -          | -          | 12     | 1      |
| gen.-giu. 2017           | Wehen Wiesbaden          | 3L                       | 0          | 0          | CG              | 0               | 0               | -                  | -                  | -                  | -          | -          | -          | 0      | 0      |
| Totale                   | Totale                   | Totale                   | 97         | 5          |                 | 5               | 0               |                    | -                  | -                  |            | -          | -          | 102    | 5      |